# Hornos de cal de la Guirra
El conjunto de hornos de Cal de la Guirra se encuentra situado en el término municipal de Antigua, isla de Fuerteventura, (Canarias, España), en la denominada Caleta de La Guirra, ubicada entre las Marismas y la Caleta de la Hondura, y muy próxima a la Playa y Puerto de Caleta de Fuste. 

## Descripción
El conjunto está situado en la desembocadura del Barranco de Miraflor, que nace en las estribaciones del Morro de la Casa (357 m), y Montaña Blanca de Arriba (231 m), entre ambas se encuentra la Degollada de Miraflor.
Próximo a su desembocadura el Barranco se bifurca en dos ramales, dejando en medio una planicie donde se ubica el Bien compuesto por tres hornos, un almacén y una caseta-vivienda de los caleros, así como un aljibe. 

### Horno 1º
Consta de tres bocas, producto de un agrupamiento posterior, orientadas dos al Sudoeste y una (la más antigua) al Norte. 
Está construido a base de mampostería careada al exterior y ripiado tanto en sus superficies planas como cilíndricas. De grandes dimensiones con respecto a otros existentes, probablemente debido a la gran demanda de producción. 
Cuenta con una escalera única de acceso y carga para las tres bocas. Dispone de un mástil en su plataforma superior, el cual permitía una mayor facilidad y rapidez en la carga de los mismos, utilizando una especie de pluma con poleas. Debido a su altura suponen excelentes “miradores” del extenso paisaje costero que los rodea. 

### Horno 2º
Según informaciones recogidas, es el más antiguo y se compone de dos bocas orientadas al Este, así como una gran rampa para la carga, presuntamente utilizando tracción animal para subir la piedra de cal y el material de combustión (carbón). 
Anexo a este existen unos corrales y habitaciones que se empleaban para acoger a los caleros y al ganado del que disponían para su propio sustento.
Igualmente su construcción consiste en grandes paredes de mampostería de unos dos o tres metros de espesor que se rellenan de “entullo” para hacer más sólido el conjunto y evitar posibles agrietamientos por dilataciones producidas por el calor de combustión.

### Horno 3º
Es el más pequeño del conjunto, de tipología circular, troncocónica escalonada, con la boca orientada al Sudoeste, siendo el más próximo al mar y con similar construcción a los anteriores. 
Uniendo, en la línea de mar, los hornos n.º 1 y n.º 3, existe un conjunto lineal de edificación consistente en tres habitaciones y una zona de almacenaje cercada; donde vivían los caleros, debido a que este conjunto tuvo gran actividad productiva, llegando a ser una de las habitaciones una especie de tienda-almacén de productos básicos de alimentación (víveres), que los barcos que venían a por la cal traían como parte del intercambio.

### Construcción 4ª
Es un gran almacén de unos 100 m² donde se resguardaba la producción. Es una construcción rectangular con paredes de piedra y techos de vigas de madera con tablazón y losa de hormigón armado. 

### Construcción 5ª
Se trata de un aljibe enterrado de unos 300 m³ de capacidad con la correspondiente “alcogida” para agua de lluvia.